# Crisia
Crisia är ett släkte av mossdjur som beskrevs av Jean Vincent Félix Lamouroux 1812. Crisia ingår i familjen Crisiidae.
Släktet Crisia indelas i:
- Crisia acropora
- Crisia aculeata
- Crisia acuminata
- Crisia arctica
- Crisia bifurcata
- Crisia bucinaform
- Crisia calyptostoma
- Crisia carolina
- Crisia conferta
- Crisia constans
- Crisia crassipes
- Crisia cribraria
- Crisia crisidioides
- Crisia cuneata
- Crisia cylindrica
- Crisia delicatula
- Crisia denticulata
- Crisia eburnea
- Crisia eburneodenticulata
- Crisia elongata
- Crisia ficulnea
- Crisia fistulosa
- Crisia fragosa
- Crisia globosa
- Crisia grimaldi
- Crisia hamifera
- Crisia holdsworthii
- Crisia howensis
- Crisia incurva
- Crisia inflata
- Crisia irregularis
- Crisia kerguelensis
- Crisia klugei
- Crisia martinicensis
- Crisia maxima
- Crisia megalostoma
- Crisia micra
- Crisia nordenskjoldi
- Crisia obliqua
- Crisia occidentalis
- Crisia operculata
- Crisia oranensis
- Crisia parvinternodata
- Crisia patagonica
- Crisia pseudosolena
- Crisia pugeti
- Crisia pyrula
- Crisia ramosa
- Crisia recurva
- Crisia serrulata
- Crisia sertularioides
- Crisia setosa
- Crisia sigmoidea
- Crisia sinclarensis
- Crisia tenella
- Crisia tenera
- Crisia tenuis
- Crisia transversata
- Crisia tubulosa
- Crisia vincentensis
- Crisia zanzibarensis

## Bildgalleri

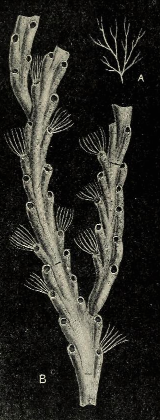
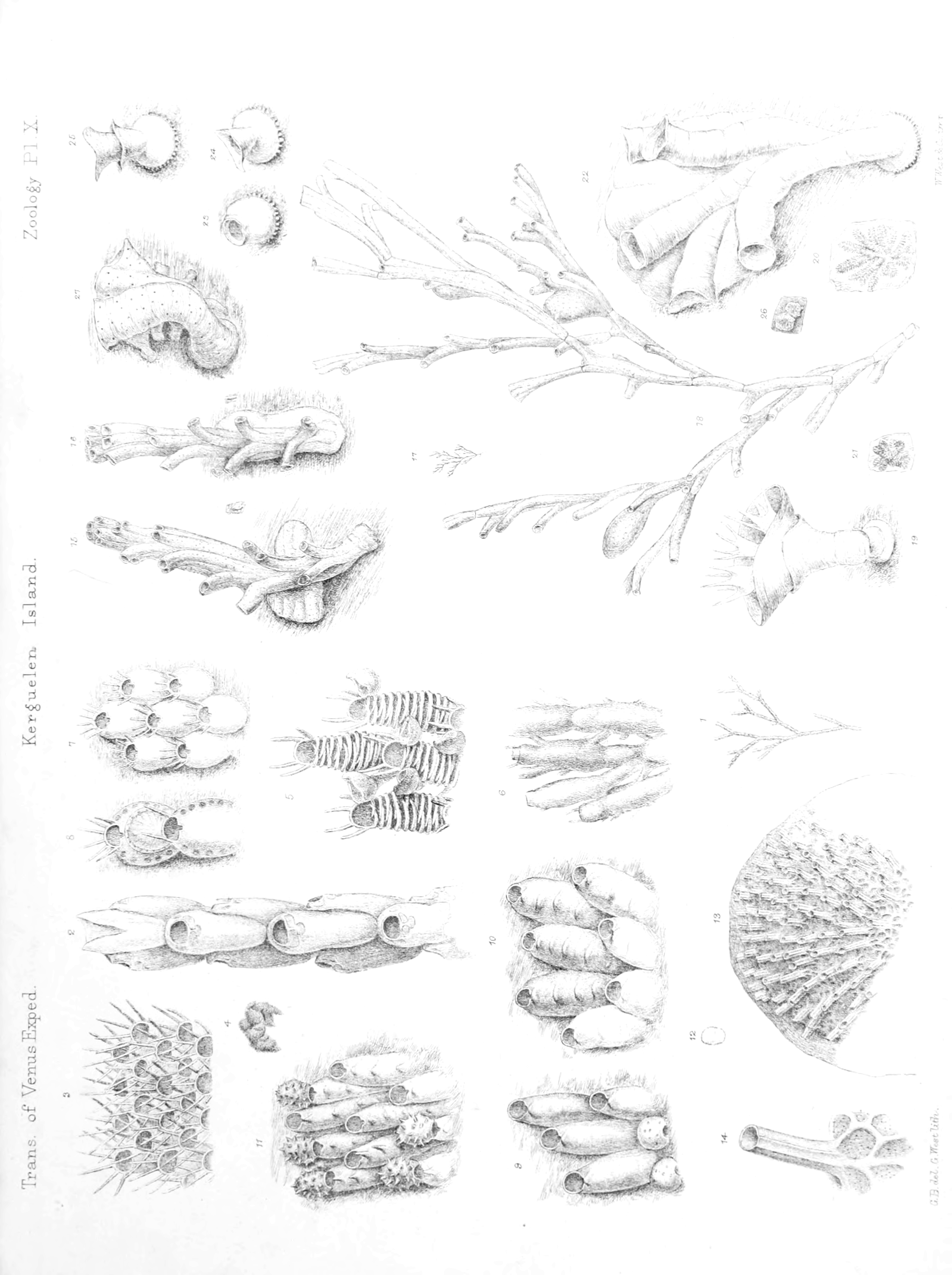